# Thorstein Veblen
Thorstein Bunde Veblen (Cato, 30 luglio 1857 – Menlo Park, 3 agosto 1929) è stato un economista e sociologo statunitense, uno dei principali esponenti dell'istituzionalismo economico.

## Biografia

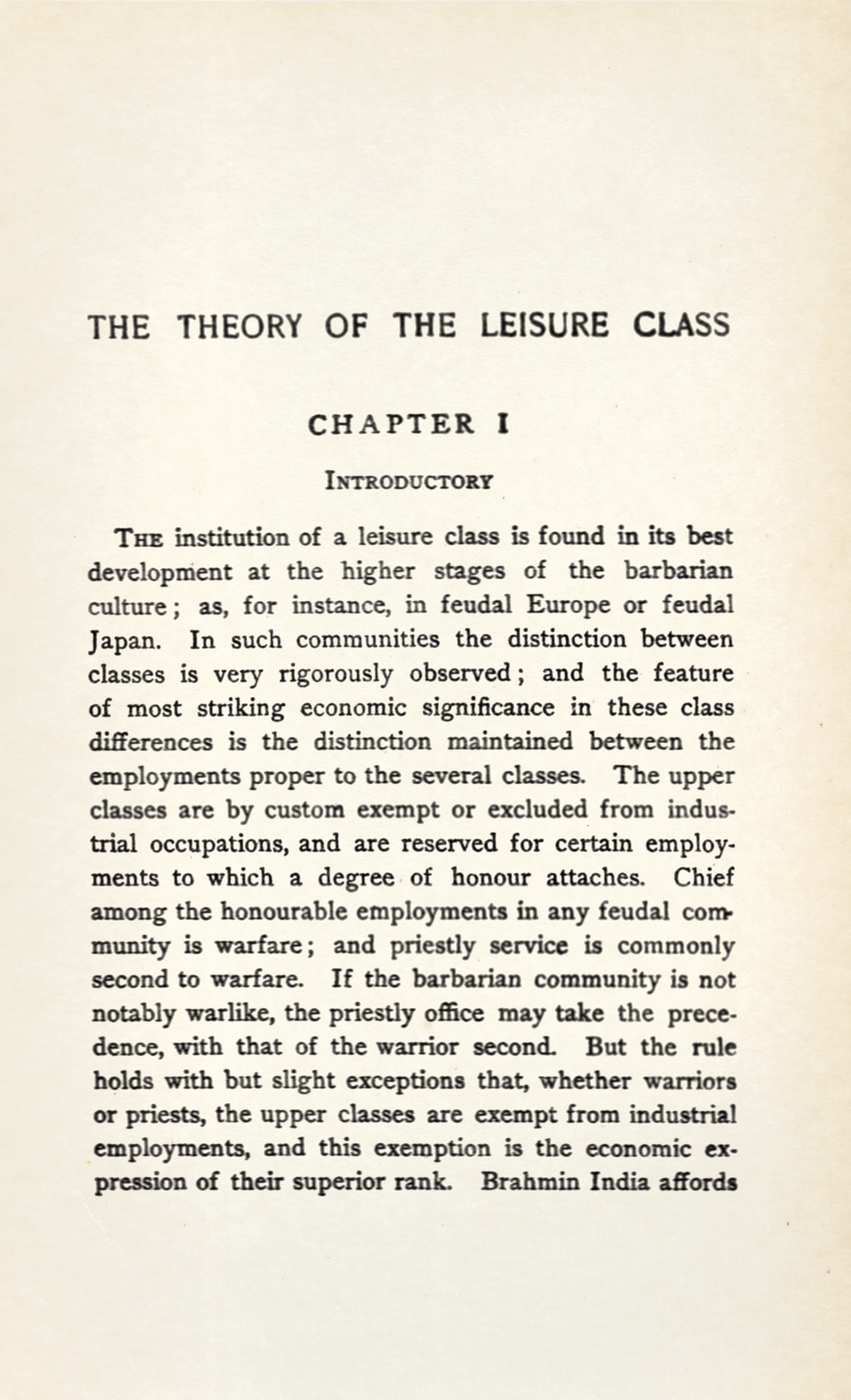
Theory of the leisure class, 1924

Figlio di immigrati norvegesi, studiò a Baltimora ed a Yale ed insegnò all'Università di Chicago ed a quella del Missouri. La sua opera principale è La teoria della classe agiata (1899), in cui sostiene che la proprietà privata non risponde solo a necessità di sussistenza, ma va interpretata come un segno di distinzione e di prestigio sociale che si aggiunge alle qualità personali. Per questo la ricchezza non viene solo accumulata, ma mostrata in società attraverso l'ostentazione di beni costosi; ciò porta anche ad un singolare gusto, per cui il valore estetico di un oggetto è legato strettamente al suo costo economico.
Questa deriva consumistica è tipica in particolare della classe dei capitalisti che vivono di speculazione che chiama classe del dolce far niente, senza produrre beni e lucrando sul lavoro di altri. Ad essi Veblen contrappone gli industriali, i tecnici, gli ingegneri, vale a dire tutti coloro che producono beni effettivi che fanno evolvere la società. Il sociologo statunitense ritiene che questi ultimi finiranno con il prevalere, e che la classe agiata improduttiva, con il suo istinto di rapina, sia destinata a scomparire.
Alla contrapposizione tra classe agiata e classe industriale si lega in Veblen la contrapposizione tra cultura umanistica e cultura tecnologica. La prima, secondo Veblen, è un prodotto dell'ozio della classe agiata e diffonde una visione del mondo magica, anche quando è insegnata nelle Università. La vera cultura, per lui, è quella tecnologica, finalizzata all'efficienza del sistema produttivo.

## Opere principali
- La teoria della classe agiata, 1899
  - (EN) Thorstein Bunde Veblen, Theory of the leisure class, London, Allen & Unwin, 1924. URL consultato il 20 giugno 2015.
- La teoria dell'impresa commerciale, 1904
- L'istinto lavorativo e lo stato delle arti industriali, 1914
- La Germania imperiale e la rivoluzione industriale, 1915
- Ricerca sulla natura della pace e le condizioni della sua perpetuazione, 1917
- Il ruolo della scienza nella civiltà moderna e altri saggi, 1919
- L'interesse acquisito e lo stato delle arti industriali, 1919
- La proprietà assenteista e l'impresa commerciale in tempi recenti: il caso dell'America, 1921
- Saggi sul nostro ordine in evoluzione, 1934